# Тези, Виттория
Виттория Тези (Тези-Трамонтини) по прозвищу Фьорентина (La Fiorentina), 13 февраля 1700—9 мая 1775) — итальянская оперная певица (контральто), музыкальный педагог.
В. Тези — одна из наиболее значительных итальянских певиц XVIII века, представительница школы бельканто, обладала необычайно сильным голосом красивого тембра и большого диапазона, ровно и мягко звучавшим во всех регистрах. Впечатляли[кого?] эмоциональная выразительность её пения и яркий драматический талант. Славилась исполнением мужских партий (Ахилл («Ахилл на Скиросе» Сарро), Астианакс («Астианакс» мадригальная комедия Векки и др).

## Биография
Воспитывалась при дворе флорентийских герцогов Медичи (где служил её отец), с детства обучалась танцам, декламации и музыке. Ученица Ф. Реди во Флоренции, затем у Ф. Кампеджи в Болонье, совершенствовалась у А. Бернакки.
Дебютировала в 16-летнем возрасте в 1716 году на сцене театра «Дукале» в Парме в опере «Дафни» д’Асторги, затем в Болонье.
В 1718 году стала придворной певицей герцога Пармского Франческо Фарнезе. В 1719 году пела в Дрездене в операх барочного композитора Антонио Лотти вместе со знаменитым певцом-кастратом Сенезино, Джузеппе Мария Боски и сопрано Маргерита Дурастанти.
В сезоне 1718/1719 годов пела в театре «Сант-Анджело» в Венеции, исполняла мужские партии в операх «Дочерняя любовь» Порта, «Амаласунта» Келлери и «Великодушное раскаяние» Фьоре. С этого времени амплуа травести стало основным в её творчестве.
В течение 26 лет путешествовала по Европе, выступала в театрах Италии (Неаполь, Венеция, Милан, Болонья, Флоренция, Генуя, Турин, Пьяченца, Реджо и др.), а также в Вене, Дрездене, Франкфурте, Мадриде, Польше. Большой успех пришёл к ней в конце тридцатых и сороковых годов XVIII века, когда она пели вместе со знаменитым певцом-кастратом Каффарелли (меццо-сопрано). В 1744 году исполнила главную роль в музыкальной драме «Гиперместра» К. В. Глюка. В 1748 году — роль Семирамиды в опере «Узнанная Семирамида» того же автора на либретто П. Метастазио.
В 1750 оставила сцену, занималась преподаванием пения. Среди её учениц - А. де Амичис. В 1751 году была приглашена на работу при венском дворе, где жила в течение многих лет, в качестве учителя музыки графини Марии Терезии Алефельдт; среди её учеников были Катарина Габриелли и Элизабет Тейбер. В Вене встречалась с Казановой, Моцартом и его отцом Леопольдом.